# Драгослав Марковић
Драгослав Дража Марковић (Поповић, код Сопота, 28. јун 1920 — Београд, 20. април 2005) био је учесник Народноослободилачке борбе, друштвено-политички радник СФР Југославије и СР Србије и јунак социјалистичког рада.

## Биографија
Рођен је 28. јуна 1920. године у селу Поповићу, код Сопота. Његови родитељи, Милорад и Анка били су учитељи, а поред њега имали су још троје деце — ћерку Десу и синове Момчила-Мому и Бранка. Отац Милорад био је левичар, од 1905. је био члан Српске социјалдемократске странке (ССДС), а од 1919. члан Комунистичке партије Југославије (КПЈ) и делегат на њеном Другом конгресу, у Вуковару. После забране рада КПЈ, 1920. није учествовао у илегалном партијском раду, али је до краја живота остао убеђени левичар.
Основну школу је завршио у родном селу, а потом је похађао Трећу београдску гимназију. Под утицајем оца левичара и старијег брата Моме, који је већ био један од руководилаца партијске организације на Медицинском факултету, приступио је омладинском револуционарном покрету. Године 1937, као ученик осмог разреда гимназије био је ухапшен због комунистичке активности и после три недеље проведене у притвору избачен из школе. Потом је прешао у Панчево, где је завршио осми разред и матурирао. По завршетку гимназије, уписао је Медицински факултет у Београду.
У чланство Савеза комунистичке омладине Југославије (СКОЈ) био је примљен 1938, а у чланство Комунистичке партије Југославије (КПЈ) 1939. године. Током студија, активно је учествовао у револуционарном студентском покрету, где је био задужен за рад са средњошколском омладином.
После напада Сила Осовине на Краљевину Југославију, априла 1941. године хтео је да се пријави као добровољац у војску, али га је у томе спречила прерана капитулација. После окупације, отишао је у родно место, где се укључио у рад Среског комитета КПЈ. Радио је на прикупљању оружја и припремању народа на борбу. Јула 1941. године активно је учествовао у стварању Космајско-посавског партизанског одреда. Када је овај одред, августа 1941. нарастао на довољан број бораца, он је подељен на два одреда - Посавски и Космајски. Убрзо потом Дража је постао заменик политичког комесара Космајског одреда.
Читав рат провео је на терену Космаја и Младеновца, где је био секретар Окружног комитета КПЈ за Младеновац и борац Космајског одреда. Године 1943. био је рањен у ногу, због чега је до пред крај рата био непокретан.
После ослобођења Србије, 1944. године прешао је у Београд, где је био секретар и председник Окружног Народноослободилачког одбора Београдског округа. Године 1946. постао је управник Партијске школе при Централном комитету КП Србије. Године 1947. је ушао у Владу НР Србије, где је најпре био министар грађевина, а од 1948. министар рударства.
Од 1950. до 1952. године био је секретар Обласног комитета КПС и председник Обласног народног одбора Београдске области, а затим секретар Градског комитета Београда и директор Радио Београда. Године 1954. постао је председник Савета за културу при Извршном већу НР Србије, а 1956. председник Идеолошке комисије Централног комитета Савеза комуниста Србије.
Године 1958. постао је секретар за просвету у Извршном већу Србије, а 1960. године је изабран за члана Извршног комитета Централног комитета СК Србије. Од 1963. до 1967. године био је амбасадор СФРЈ у НР Бугарској. Од 1967. до 1969. обављао је функције председника Републичког већа Скупштине Србије и председника Уставне комисије Србије. Од 1969. до 1974. био је председник Скупштине СР Србије, а од 1971. до 1974. године члан првог Председништва СФРЈ.
Када је 1974. године, сходно новом Уставу, уведена функција председника Председништва СР Србије, први је обављао ту дужност од 1974. до 1978. године. Потом је био председник Савезне скупштине СФРЈ, од 1978. до 1982. и председник Председништва Централног комитета СКЈ од 1983. до 1984. године.
Био је биран за народног посланика савезне и републички скупштине, у свим сазивима до 1963. године. Био је члан и секретар Главног одбора Социјалистичког савеза радног народа Србије, председник Главног одбора Ратних-војних инвалида. За члана Централног комитета СК Србије биран је од Оснивачког конгреса, 1945, а за члана Извршног комитета ЦК СК Србије биран је од Четвртог конгреса, 1959. године. За члана Централног комитета СК Југославије, биран је на Једанаестом и Дванаестом конгрес.
У време успона Слободана Милошевића на власт, сукобио се са његовом политиком и убрзо отишао у пензију, 1986. године. После одласка у пензију, био је члан Савета федерације, до његовог укидања 1990. године. У каснијим годинама био је један од оштријих критичара режима Слободана Милошевића и Мире Марковић, чији је био рођени стриц.
Преминуо је 20. априла 2005. у Београду, где је и сахрањен.

## Породица
Читава породица Драже Марковића, учествовала је у Народноослободилачкој борби. Отац Милорад, који је 1941. године био мобилисан као резервни потпуковник, провео је рат у заробљеништву у Оснабрику, у Немачкој. Он је такође био учесник Балканских и Првог светског рата
Сестра Деса је током студија припадала револуционарном омладинском покрету, али због болести није могла да иде у партизане. Умрла је 1942. године у Сокобањи, где је боравила код очеве фамилије. Млађи брат Бранко, био је партизански борац, али је исте године, после заробљавања, стрељан у Јајинцима.
Старији брат Момчило-Мома, био је члан Покрајинског комитета КПЈ за Србију и један од организатора устанка у источној Србији. Од 1943. године је био политички комесар Главног штаба НОВ и ПО Србије, а после рата био је високи државни и партијски функционер и народни херој.
Супруга Драже Марковића, Божидарка Дамњановић Кика такође је била учесница Народноослободилачког рата и једна од најпознатијих партизанки са Космаја, која је после завршетка рата одликована Орденом народног хероја. Они су се упознали у партизанима, а 1943. године су своју везу озваничили када су се пријавили Партији као супружници. Формално су се венчали тек после рата. Имали су сина Милорада-Мићу, који је био спортски новинар.

## Одликовања
- Партизанска споменица 1941.
- Орден јунака социјалистичког рада
- Орден народног ослобођења
- Орден заслуга за народ са златним венцем
- Орден братства и јединства са златним венцем

Инострана одликовања и споменице
- Орден мадарског коњаника, први степен, Бугарска
- Орден Тудора Владимирескуа, први степен, Румунија
- Орден црвене заставе рада, Источна Немачка
- Велико златно одликовање на ленти за заслуге Републике Аустрије, Аустрија
- Орден пољске обнове, други степен, Пољска
- Орден НР Бугарске, први степен, Бугарска
- Велика звезда великог сребреног почасног одликовања са лентом, Аустрија
- Орден за заслуге, велики крст, Француска
- Орден за заслуге, велики официр, Француска
- Велики крст Ордена круне, Белгија
- Велики крст Ордена дом Енрикеа Морепловца, Португал
- Велика лента Ордена за заслуге, Сенегал
- Високи официр Националног ордена за заслуге, Конго
- Високи официр Националног ордена, Централноафричка Република
- Високи официр Националног Ордена реке Моно, Того
- Царски орден на великој ленти, Иран
- Велика лента ордена величанства, Иран
- Најсилнији орден деснице Гурка, Непал
- Орден три божанске силе, Непал
- Орден Британског царства, велики крст, Уједињено краљевство[2]
- Споменица 90-годишњице рођења Георги Димитрова, Бугарска
- Споменица 50-годишњице победе у великом отаџбинском рату 1941-1945, Совјетски Савез

## Галерија
- Гроб породице Марковић на Новом гробљу
- Гроб породице Марковић на Новом гробљу
- Са супругом Киком у партизанима 1944.
- Партизанска споменица 1941.
- Орден јунака социјалистичког рада